# 店舗開発
店舗開発（てんぽかいはつ）とは、飲食店や小売店等の店舗を出店するために、出店場所の候補となっている不動産（物件）の調査から、開店までの工程を管理する業務、仕事、職種のこと。

## 概説
飲食店や小売店（コンビニ、スーパー、衣料品販売店等）のチェーン構築においては不可欠な業務・職種である。
物件（土地や建物）の選定は、立地と効果に関する様々な理論を駆使して行われることが多い。

### コンビニ業界
日本のコンビニの店舗開発では、店舗開発職の人物が探し出してきた候補物件を、本部が様々な角度から分析・審査し、出店した場合に採算の見込める物件を絞り込む。
審査の際、最も重視される項目は立地である。日本のコンビニの場合は一般的には、半径500メートルほどを商圏とみなし、その圏内の人口、人や車の交通量、競合する店の分布状況、検討中の店舗自体の面積や間口（まぐち）等々を詳細に調査する、という。調査結果を分析し、過去の事例のデータも参考にしながら、候補物件の売上高に関して予測値を立てる。
また、同時に、当該の店舗のオーナーに名乗り出ている人物の「やる気」、客商売についての適性、財政状況、家族構成やオーナー予定者の配偶者の当該の商売への適性なども調査する（コンビニ経営には家族の協力が欠かせないため）とされる。
店舗開発の数の一例を挙げると、全都道府県に出店している大手チェーンのローソンでも、2008年2月期の出店数は452店舗、ただし消滅したり置換される店舗が多数あり、純増店舗数は23店。つまり1県当たりの（順増分の）年間平均出店数は1店未満であった。

### 外食業界
外食産業の業務は店舗開発、商品開発、食材調達、営業・店舗管理、店舗運営に5大別できるともされ、そのうちの一つに位置づけられる。
コンビニ業界同様、商圏内の市場調査、店舗物件の発掘が行われる。また店舗設計も行われ、さらに外食業界においては特に店舗のリニューアル（改装）の業務も重要である。
日本マクドナルドは商圏予測や販売額予測に地理情報システム(GIS)を活用し、店舗開発を加速させた。同社が開発したシステムはその後、他の企業に向けても販売されるようになった。

### CD・レコード小売業界
CD・レコードの販売は、競争激化の影響で商品単価は下落傾向にあり、またネット音楽配信が普及・一般化しつつあることなどにもより、不確定要素が強くなっている。各社は、不採算店や老朽化した店を閉鎖し、都市部に売上が見込める新店舗を開発するという、スクラップアンドビルドを続けることで体質の強化、経営状況の改善に努めているとされる。

### ドラッグストア業界
以前から化粧品は化粧品店以外に、薬局や薬店でも取り扱われていた。そのように化粧品も扱う薬局・薬店の経営者の中でも先進的な人が、米国に存在する「スーパードラッグ業態」のことを学び、日本でも大型店舗の開発を行うようになった。そのようなタイプの店舗としては、例えば、神奈川県を中心としたHACなどが良く知られている。
マツモトキヨシ（マツキヨ）は、かつては千葉のローカルなドラッグチェーンにすぎなかったが、店舗の一階に医薬品、2階および2階につながる階段に化粧品を配置するという商品配置で、店舗の1階2階を同時に借りることができるという方式により優位性を得つつ、首都圏を中心として、次いで西日本にも、店舗を増やした。他の大手を見ると、カワチ薬品、ツルハ（北海道、東北）、スギ薬局（中部）、コクミン（関西）等がそれぞれの勢力圏を持ちつつ、互いの圏を狙う、というような状況になっている。

### ファイナンスのしくみ
日本の「バブル時代」には、「店舗の土地を担保として銀行から融資を受け、さらなる店舗開発を行う」といった手法がマイカルやダイエーなどで行われたが、これは結果として破綻した。イオングループの場合は、自社で土地を取得して開発する物件と、借地の上に開発する物件をバランス良く構成したおかげで現在の成功につながったともされる。
海外の郊外型ショッピングセンターでは、デベロッパーがショッピングセンターを開発し、小売業界の企業がそこへテナントとして入る、という形が一般的だとされる。

## 店舗開発職
コンビニ、スーパー、飲食店、アパレル等、同じ商品を扱っていても出店のしかたによって売上高が大きく異なってしまう業界の企業では、店舗開発業務の重要性は高く、ひとつの職域・職種として確立しており、各企業でその道のプロフェッショナルが積極的に求められている。
同職の具体的な職務内容としては、例えば、ターゲットとなっている地域に出向き、直接自分の眼で情報を収集する（また様々な資料やデータベースも駆使し情報を集める）。有力な候補物件となる建物や土地を見つけ出し、その所有者等と交渉を行う。契約が無事締結できれば、今度は設計事務所や建築会社などに対する窓口としての役割を荷い、店舗の建築の工程を管理する。

## 店舗開発用システム
いわゆる商圏分析GIS（エリアマーケティングGIS）が店舗開発の必須アイテムになる。地図を使って、出店予定地に商圏と呼ばれる集客可能なエリアを定義し、そのエリア内の人口ボリューム（昼間人口、夜間人口）、住民特性（年齢別人口、世帯数、人員別世帯数、持家/借家、一戸建/共同住宅）、商業特性（商業ボリューム、競合店等）、地理的特色を可視化する。
1990年代、商圏分析GISが登場したころ、役所回りをしていたデータ収集がシステムに組み込まれ、それをデジタル地図に色塗りすることだけで十分価値があった。当時はGISベンダーといわれる、CADから派生したソフトウェアエンジンベンダーと地図ベンダーが主流であったが、色塗り地図から脱皮したデータ解析・分析機能が求められ、より店舗開発業務に特化した機能をもつようになった。現在は、新規出店時の売上予測に必要な伝統的なハフモデルから高度な重回帰分析、クラスター分析、ポートフォリオ分析までサポートするシステムが主流。伝統的な色塗り地図はWebを利用した安価なサービスも出てきたが、店舗開発に必要となる統計解析を行うにはサーバの負担が大きいらしく、依然、スタンドアローンのソフトウェアや、そのような機能をフォローするアウトソーシングや商圏レポートを利用する必要がある。